# 800 Baza Lotnicza
800 Baza Lotnicza odznaczona Orderem Czerwonego Sztandaru (ros. 800-я авиационная Краснознамённая база) – samodzielny związek taktyczny Sił Zbrojnych Federacji Rosyjskiej w ramach Zachodniego Okręgu Wojskowego; podlegał 1. Dowództwu Sił Powietrznych i Obrony Przeciwlotniczej.
Siedzibą bazy jest Czkałowskij.